# Rue Léon Frédéric
Pour les articles homonymes, voir Frédéric.
Ne doit pas être confondu avec Rue Léon Frédéricq.
La rue Léon Frédéric (en néerlandais : Léon Frédéricstraat) est une rue bruxelloise de la commune de Schaerbeek qui va du square Eugène Plasky à l'avenue de l'Opale.
C'est une rue formée d'un seul tronçon très calme, car elle ne se trouve pas sur le trajet des voitures en transit.
La rue porte le nom d'un peintre belge, le baron Léon Frédéric, né à Bruxelles le 26 août 1856 et décédé à Schaerbeek le 25 janvier 1940. La dénomination de la rue date de 1911.
Liège possède une rue Léon Frédéricq et Nafraiture une place Baron Léon Frédéric.